# Женду
Женду (фр. Gindou) насеље је и општина у јужној Француској у региону Миди Пирене, у департману Лот која припада префектури Каор.
По подацима из 2011. године у општини је живело 308 становника, а густина насељености је износила 19,68 становника/km². Општина се простире на површини од 15,65 km². Налази се на средњој надморској висини од 295 метара (максималној 331 m, а минималној 163 m).

## Демографија
| 1962. | 1968. | 1975. | 1982. | 1990. | 1999. | 2011. |
| ----- | ----- | ----- | ----- | ----- | ----- | ----- |
| 317   | 333   | 280   | 282   | 269   | 265   | 308   |

График промене броја становника у току последњих година